# Dicerogastra furvilinea
Dicerogastra furvilinea là một loài bướm đêm trong họ Noctuidae.